# Туригіно (Тверська область)
Туригіно (рос. Турыгино) — присілок в Конаковському районі Тверської області Російської Федерації.
Населення становить 39 осіб. Входить до складу муніципального утворення Городенське сільське поселення.

## Історія
Від 2005 року входить до складу муніципального утворення Городенське сільське поселення.

## Населення
| 2010 |
| ---- |
| 39   |